# Flatzone
FLAT ZONE s.r.o. je česká společnost, která se primárně zabývá analýzou dat na realitním trhu. Společnost byla založena v roce 2017 jako člen investiční skupiny Trigema a.s.

## Historie
Společnost vznikla jako startup pro agregaci developerských projektů ve vyhledávači na svém webu. V červnu 2021 rozšířila svou činnost o aplikaci FlatZone Studio, který umožňuje analytikům a manažerům analyzovat kompletní data z trhu nemovitostí. FlatZone se pravidelně zapojuje do veřejné diskuze ohledně dat z realitního trhu a nabízí je pro další výzkumy a reportování. V roce 2021 společnost rozšířila svojí působnost také na slovenský trh.